# Rio Fortuna
Rio Fortuna är en kommun i Brasilien.   Den ligger i delstaten Santa Catarina, i den södra delen av landet, 1 400 km söder om huvudstaden Brasília. Antalet invånare är 4 446.
I omgivningarna runt Rio Fortuna växer i huvudsak städsegrön lövskog. Runt Rio Fortuna är det ganska glesbefolkat, med 28 invånare per kvadratkilometer.